# Фестиваль молодёжи в Суботице
Фестиваль молодёжи в Суботице (серб. Festival Omladina Subotica) — югославский и сербский конкурс песни, который проводится ежегодно в мае в городе Суботица на территории современной Сербии.

## История
Фестиваль молодёжи в Суботице был основан в 1961 году как конкурс для молодых исполнителей поп-музыки.
На первый фестиваль было прислано 120 композиций, 9 из которых были выбраны для участия в конкурсе. Фестиваль прошёл 4 и 5 декабря в национальном театре Суботицы и транслировался радиостанцией Белграда.
С 1964 года фестиваль проводится в мае. В 1969 году фестиваль впервые прошёл не в национальном театре, а в спортивном комплексе Суботица. Также, помимо Радио Белграда, впервые конкурс был проведён под эгидой Центра Культуры Суботицы. Также впервые для участия были приглашены различные исполнители и коллективы; до этого присланные композиторами произведения исполнялись местными певцами.
В 1970 году впервые на фестивале приняли участие исполнители рок-музыки, в неконкурентной части..
19 Омладинский фестиваль 1979 года проводился 17-19 мая. Впервые на нём для рок-групп был организован конкурс. В связи со смертью Иосипа Броза Тито 4 мая 1980 года двадцатый конкурс был перенесён на осень.
Последний Молодёжный фестиваль был проведён в Югославии в 1990 году. Последовавшие вскоре после этого югославские войны прервали многолетнюю серию конкурсов.
Лишь в 2011 году в Сербии был проведён юбилейный конкурс, в котором приняли участие исполнители, выступавшие на предыдущих конкурсах. В 2012 году фестиваль был восстановлен как конкурс для молодых исполнителей бывших стран Югославии.